# 필립 도드리지

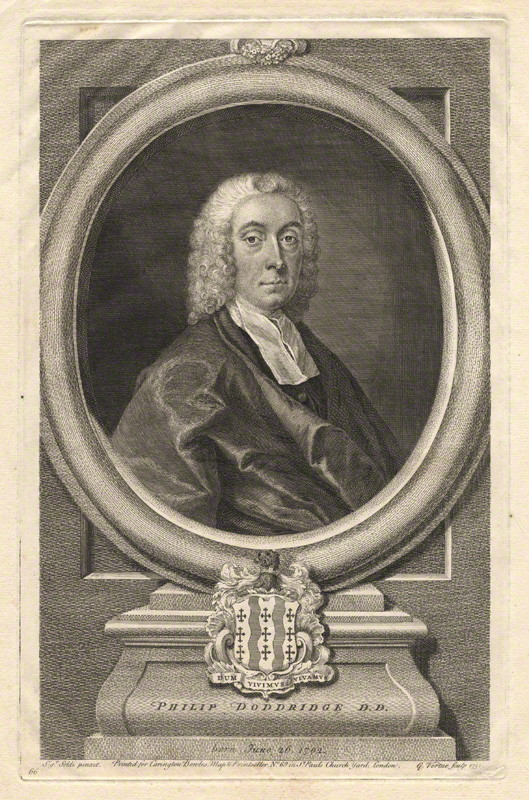
필립 도드리지의 초상화

필립 도드리지(Philip Doddridge ; 1702년 6월 26일 - 1751년 10월 26일)는 영국의 비국교도 목회자(회중교회주의자)이며, 찬송시 작사가이다.
그의 저서인 '영혼안에서 신앙의 부활과 발전'는 8개국으로 번역이 되었고, 찰스 해돈 스펄전은 이 책을 거룩한 책으로 칭찬했다. 또한 이 저서는 아이작 와츠에게 헌정한 책으로 윌리엄 윌버포스를 회심하는 데에 기여하였다.
존 웨슬리도 그의 저서인 '신약성경의 노트'의 서문에서 필립 도드리지에 대한 경의를 표하였다.

## 같이 보기
- 독립파